# Rato explosivo
Rato explosivo, também conhecido como rato bomba, foi uma arma desenvolvida pela Executiva de Operações Especiais Britânica (SOE) durante a Segunda Guerra Mundial para uso contra a Alemanha. Carcaças de rato eram preenchidas com explosivos plásticos, e seriam espalhadas próximo a caldeiras alemãs na expectativa de que fossem descartadas no fogo, provocando uma imensa explosão.
Os ratos explosivos jamais entraram em ação, pois o primeiro carregamento acabou sendo interceptado pelos alemães. A busca resultante por mais armadilhas, no entanto, consumiu recursos inimigos o suficiente para a SOE concluir que a operação foi um sucesso.

## Desenvolvimento
Durante a II Guerra Mundial, a Executiva de Operações Especiais Britânica adquiriu cerca de cem roedores para experimentos médicos. Os animais foram então sacrificados, e explosivos plásticos costurados em suas carcaças.
A ideia, desenvolvida em 1941, era de que quando o rato morto fosse visto próximo à caldeira de uma locomotiva, fábrica, usina ou instalações similares, o alimentador de fornalha se livrasse da descoberta desagradável atirando-a ao fogo, fazendo com que a armadilha se ativasse.
Cada animal era capaz de comportar apenas uma pequena quantidade de explosivos, mas seu impacto numa caldeira a vapor altamente pressurizada poderia causar uma explosão devastadora. O rato explosivo também poderia ser equipado com uma bomba de pavio longo.

## História operacional
O primeiro carregamento de carcaças foi interceptado pelos alemães, e como resultado o plano foi abandonado. Os ratos foram exibidos nas principais instituições de ensino militares da Alemanha, enquanto buscas por outras armadilhas do tipo eram conduzidas. A conclusão da SOE foi de que "o aborrecimento causado a eles foi um sucesso muito maior para nós do que se os ratos tivessem sido, de fato, usados".